# Benny Grünfeld
Benny Benjamin Grünfeld, född 6 maj 1928 i Cluj, Rumänien, död 26 mars 2021 i Skarpnäck, Stockholms län, var en av de överlevande från Auschwitz. Grünfeld kom till Sverige sommaren 1945 med en sjuktransport, han var då 17 år, efter nästan ett år i förintelseläger. Han arbetade senare som flygtekniker. Grünfeld publicerade boken Tonåring i Hitlers dödsläger (1995). Han drev en upplysningsverksamhet i skolor genom att berätta om sina upplevelser från tiden i lägret. När Grünfeld befann sig i koncentrationslägret blev han dödsdömd ett antal gånger, men tack vare sin konstnärliga begåvning räddade han livet på sig själv.